# Axiome de limitation de taille
En théorie des ensembles, plus précisément en théorie des classes, l'axiome de limitation de taille a été proposé par John von Neumann dans le cadre de sa théorie des classes. Il formalise en partie le principe de limitation de taille (traduction de l'anglais limitation of size), l'un des principes énoncés par Bertrand Russell pour développer la théorie des ensembles en évitant les paradoxes, et qui reprend des idées de Georg Cantor. Le principe est que certaines collections d'objets (d'ensembles en particulier) ont une taille trop grande pour constituer des ensembles, l'univers ensembliste et la classe des ordinaux en particulier. L'axiome de limitation de taille affirme, en substance, qu'une classe, une collection bien définie par une propriété, n'est pas un ensemble si et seulement si elle est équipotente à l'univers ensembliste tout entier, c'est-à-dire qu'elle peut être mise en relation de façon bijective avec celui-ci. Il permet de remplacer l'axiome de séparation, l'axiome de spécialisation et, de façon plus surprenante, l'axiome du choix — il a en fait pour conséquence le principe du choix (ou axiome du choix global), l'axiome du choix sur tout l'univers ensembliste.

## L'axiome
L'axiome de limitation de taille ne peut être énoncé que dans une théorie ayant pour objets des classes, toutes les classes n'étant pas des ensembles. C'est le cas de la théorie des ensembles de von Neumann-Bernays-Gödel (NBG) ou de la théorie de Morse-Kelley (une variante plus forte de cette dernière). Les classes d'un modèle de la théorie NBG correspondent aux parties de l'univers d'un modèle de la théorie des ensembles ZFC qui sont définies par un prédicat du langage de la théorie des ensembles, comme la classe de tous les ensembles (définie par x = x), ou la classe des ordinaux, (définie par x est un ensemble transitif strictement bien ordonné par la relation d'appartenance). Dans NBG, un ensemble est par définition une classe qui appartient à une autre classe, on note V la classe de tous les ensembles, c'est-à-dire que (on considère ici qu'il n'y a qu'une seule sorte d'objet qui sont les classes, l'usage de minuscules, pour les ensembles, et de majuscules, pour des classes qui sont ou non des ensembles, ne sert qu'à la lisibilité) : 
x ∈ V ≡ ∃ Y x ∈ Y
Pour énoncer l'axiome il faut disposer de la notion de couple, qui peut être définie dans le langage de la théorie par :
(x,y) = {{x},{x,y}},
qui permet de définir une classe fonctionnelle, soit une classe de couples F vérifiant :
∀ x ∀ y ∀ y'  ( [(x,y) ∈ F et (x,y' ) ∈ F] ⇒ y = y' )
L'axiome de limitation de taille s'énonce alors :
Axiome de limitation de taille. — Une classe C est un ensemble si et seulement s'il n'existe pas de classe fonctionnelle définie sur la classe C et dont l'image est l'univers V.
On en déduit immédiatement l'axiome de remplacement (par composition, l'image d'un ensemble ne peut être une classe propre, c'est-à-dire une classe qui n'est pas un ensemble).
Comme la classe des ordinaux est une classe propre, comme on le déduit en formalisant le paradoxe de Burali-Forti, cet axiome entraîne alors qu'il existe une classe fonctionnelle définie sur les ordinaux, dont l'image est l'univers tout entier, ce qui permet de bien ordonner l'univers (on associe à un ensemble le plus petit ordinal dont il est l'image). C'est le principe du choix ou axiome du choix global.
Azriel Levy a remarqué ultérieurement qu'il avait également pour conséquence l'axiome de la réunion.

## Histoire
Von Neumann a énoncé cet axiome dans un article publié en 1925,, où la notion de base n'est pas celle d'ensemble mais de fonction. 
Bertrand Russell avait envisagé plusieurs façons de développer la théorie des ensembles en évitant les paradoxes, l'une d'entre elles étant de suivre un principe de limitation de taille. Celui-ci s'inspire en fait des idées sur le sujet de Georg Cantor, non publiées à l'époque, mais qui circulaient, entre autres par sa correspondance avec David Hilbert, Philip Jourdain et Richard Dedekind. On peut considérer que c'est sur ce principe qu'ont été développées les théories de Zermelo et de Zermelo-Fraenkel. L'idée est d'éviter les collections d'objets « trop grandes » pour constituer un ensemble, plus précisément les instances du schéma d'axiomes de compréhension non restreint (et contradictoire, cf. paradoxe de Russell) qui peuvent être admises sont celles qui ne permettent de montrer l'existence que d'ensembles de taille « pas trop grande » vis-à-vis des ensembles déjà obtenus. Le schéma d'axiomes de remplacement, qui ne faisait pas partie des axiomes d'origine de Zermelo, en est une illustration. 
La théorie de von Neumann suit finalement le même principe, à cela près que si elle autorise ces collections de taille « trop grandes », celles-ci ne peuvent être éléments d'autres ensembles ou classes. Mais l'axiome de von Neumann ne capture qu'imparfaitement le principe de limitation de taille : l'axiome de l'ensemble des parties n'en est pas conséquence.
Les formalisations ultérieures de la théorie des classes, à commencer par celles de Paul Bernays et Kurt Gödel ne retiennent pas l'axiome de limitation de taille (Gödel montre la cohérence de la théorie des classes avec axiome du choix global relativement à la théorie sans cet axiome mais avec remplacement, ce qui demande de toute façon une formulation séparée de ces deux axiomes).